# Aethes tesserana
Aethes tesserana es una especie de polilla del género Aethes, categorizada en la tribu Cochylini, de la subfamilia Tortricinae.

## Distribución
Se distribuye por Austria.

## Taxonomía
Fue descrita por Denis & Schiffermuller en 1775 y publicada en (Tortrix), Syst. Verz. Schmett. Wienergegend: 126.